# Piccolo rombiesaedro
In geometria, il piccolo rombiesaedro è un poliedro stellato uniforme avente 18 facce - 12 quadrate e 6 ottagonali - 48 spigoli e 24 vertici.

## Coordinate cartesiane
Le coordinate cartesiane per i vertici del piccolo rombiesaedro sono date da tutte le permutazioni di:
{\displaystyle \left(\,\pm 1,\,\pm 1,\,\pm (1+{\sqrt {2}})\,\right).}

## Poliedri correlati
Il piccolo rombiesaedro si può ottenere tramite la faccettazione di un rombicubottaedro;  condivide la disposizione dei vertici con l'esaedro troncato stellato e quella delle facce con il rombicubottaedro, suo inviluppo convesso, con cui condivide in particolare i vertici delle 12 facce quadrate, e con il piccolo cubicubottaedro, con cui condivide i vertici delle 6 facce ottagonali.
| Rombicubottaedro | Piccolo cubicubottaedro | Piccolo rombiesaedro | Esaedro troncato stellato |

### Piccolo rombiesacrono
Il piccolo rombiesacrono è un poliedro isoedro non convesso, nonché il duale del piccolo rombiesaedro, avente 40 facce intersecanti, tutte a forma di antiparallelogramma, come quella qua sotto riportata:
Le facce hanno angoli interni uguali a due a due e di ampiezza pari a {\displaystyle \arccos({\frac {1}{4}}+{\frac {1}{2}}{\sqrt {2}})\approx 16,842\,116\,236\,30^{\circ }} e {\displaystyle \arccos(-{\frac {1}{2}}+{\frac {1}{4}}{\sqrt {2}})\approx 98,421\,058\,118\,15^{\circ }}, mentre il rapporto tra le lunghezze delle due coppie di lati è pari a {\displaystyle {\sqrt {2}}}, infine, l'ampiezza dall'angolo a cui si incrociano le due diagonali è pari a {\displaystyle \arccos({\frac {1}{4}}+{\frac {1}{8}}{\sqrt {2}})\approx 64,736\,825\,645\,55^{\circ }}